# 檸檬水公司
檸檬水公司 （Lemonade, Inc.）是美國的一家保險公司，總部位於紐約市，擁有約190萬名用戶。檸檬水公司由Daniel Schreiber和Shai Wininger在2015年4月創建。

## 外部連結
- 官方网站
- Lemonade, Inc.的商業數據：  - Google
  - Reuters
  - SEC filings
  - Yahoo!